# Eutelia grabczewskii
Eutelia grabczewskii là một loài bướm đêm trong họ Noctuidae.